# Euplexia cervinipennis
Euplexia cervinipennis là một loài bướm đêm trong họ Noctuidae.